# Конотоп Георгій Петрович
Гео́ргій Петро́вич Коното́п (1912, місто Харків, тепер Харківської області — ?) — український радянський партійний і профспілковий діяч, голова Черкаського промислового облвиконкому. Депутат Верховної Ради УРСР 6-го скликання.

## Біографія
У 1931 році закінчив Харківський машинобудівний технікум. У 1931—1932 роках — технік з раціоналізації виробництва на машинобудівному заводі в Ямпільському районі на Сумщині. У 1932—1938 роках — технік-технолог, технік-конструктор, старший конструктор на підприємствах міста Харкова.
У 1938—1939 роках — інструктор Харківського обласного комітету ЛКСМУ.
Член ВКП(б) з 1939 року.
У 1939—1946 роках — у Червоній армії. Учасник німецько-радянської війни з червня 1941 року. Служив старшим інструктором відділення кадрів політичного відділу 4-ї Ударної армії, заступником командира з політичної частини 1124-го стрілецького полку 43-ї армії 1-го Прибалтійського фронту, старшим інструктором відділення кадрів Політичного управління Харківського військового округу.
У 1946—1949 роках — інструктор, завідувач сектору Харківського обласного комітету КП(б)У.
У 1949—1952 роках — слухач Вищої партійної школи при ЦК КП(б)У.
У 1952—1954 роках — завідувач сектору відділу партійних, профспілкових та комсомольських органів ЦК КПУ.
У 1954 — червні 1955 року — завідувач відділу адміністративних і торговельно-фінансових органів Черкаського обласного комітету КПУ.
У червні (затв.) 1955 — 4 січня 1963 року — секретар Черкаського обласного комітету КПУ.
У січні 1963 — грудні 1964 року — голова виконавчого комітету Черкаської промислової обласної ради депутатів трудящих.
У грудні 1964 — після 1970 року — голова Черкаської обласної ради професійних спілок.

## Звання
- батальйонний комісар
- майор

## Нагороди
- орден Трудового Червоного Прапора
- орден «Знак Пошани»
- орден Вітчизняної війни ІІ ст. (12.06.1945)
- орден Червоного Прапора (16.08.1944)
- орден Червоної Зірки (13.09.1942)
- ордени
- медалі